# Fóka
A fóka a valódi fókafélék (Phocidae) és a fülesfókafélék (Otariidae) családjába tartozó tengeri ragadozó emlősállatok összefoglaló neve. A fókák legközelebbi rokonai a rozmárok.
A fókák életmódja egyaránt vízhez és szárazföldhöz kötött, a szárazföldön esetlenül mozognak. Testük orsó alakú, áramvonalas. Mellső végtagjaik úszólábakká alakultak, a hátsók elcsökevényesedtek. Orrlyukaik teljesen elzárhatók. Halakkal, rákokkal táplálkoznak.

## Megjelenésük
A fókák kültakarója más emlősökéhez hasonló felépítésű: felhámból, irhából és a bőr alatti zsírrétegből áll. Az irhában helyezkednek el a szőrtüszők, az izzadság- és a faggyúmirigyek.
A fókák szőrzete hosszabb, durva fedőszőrökből és sűrűbb, rövid, finom belső szőrzetből áll.
A valódi fókák szőrzetén sok esetben jellegzetes mintázat látható. Hátuk többnyire sötétebb színű, mint hasuk. Ez azt a célt szolgálja, hogy a vízben úszó állat beleolvadjon környezetébe. A színezet függhet a nemtől, a szalagos fóka hímjének például feltűnő fekete-fehér rajzolata van, míg a nőstény mintázata sokkal kevésbé feltűnő. Ezzel szemben a fülesfókák  egész teste azonos színű.
A színezet a kortól is függ. A jégen ellő fókák kicsinyei általában fehérek. Ez a rejtőzést is szolgálja. A szárazföldön szaporodó barátfókák és elefántfókák, valamint a fülesfókák viszont fekete vagy sötétbarna prémmel születnek.
A fókák vedleni is szoktak. A hólyagos fókák és a borjúfókák első vedlésére még az anyaméhben kerül sor; más fókák néhány hetes vagy hónapos korban vedlik le születéskori szőrzetüket. A későbbiekben évente ismétlődik a vedlés. Különösen látványos ez a folyamat a barátfókáknál és az elefántfókáknál, amelyek nagy cafatokban vedlik le feleslegessé vált bőrrétegüket.
A cetfélék jóindulatú potyautasaival ellentétben a fókákon parazita vérszívó tetvek élnek, elsősorban a szemek, az orr és a végbélnyílás körül.
A bőr alatt összefüggő zsírréteg van. Ennek fő feladata az, hogy a hideg tengerben élő állatot megvédje a kihűléstől. A zsírréteg nem egyenletesen burkolja be az állat testét, legvastagabb a fóka hátán és farán, míg legvékonyabb a mellső uszonyokon. Ezért a fókák, hogy ne fázzanak, gyakran a víz fölé emelik uszonyaikat.

## Idegrendszerük, érzékszerveik
A fókák agya nem nagyobb, mint a hasonló nagyságú szárazföldi ragadozóké, viszont barázdáltabb azokénál. Egy kúpos fóka agyát 320 g súlyúnak mérték. 
Az úszólábúak szeme a víz alatti látáshoz alkalmazkodott, ezért a szárazon csak a közeli tárgyakat látják élesen. Víz alatt viszont élesen látnak, és kevés fényben is sok részletet képesek megkülönböztetni. Az még nem egyértelműen tisztázott, hogy a fókáknak van-e színlátásuk.
A fókáknak elég jó szaglásuk van. Társas életükben nagy jelentősége van egymás megszaglásának.
A fókák ízlelőképességét még nem tanulmányozták; ízlelőbimbóik mindenesetre vannak.
Az érzékszervek közé sorolható a fókák bajsza (vibrissae) is. A hosszú, merev szőrszálak nagyobb része a felső ajkon nő, de vannak bajuszszálak a szemek fölött ("szemöldök") és az orrnyílások mellett is.  A bajuszszálaknak a tapintásban és a víz alatt a nyomáshullámok érzékelésében van szerepük.

## Kiválasztószerveik
A fókáknak, akárcsak a ceteknek, összetett veséjük van. Mivel szervezetük alacsonyabb arányban tartalmaz sót, mint az őket körülvevő tengervíz, velük kapcsolatban is felmerül az a kérdés, hogy tengervíz ivásával juthatnak-e vízhez, vagy az így felvett sótól való megszabadulás során még több vizet veszítenének el. Ezt a problémát kísérletileg is tanulmányozták. A fóka száján át bevezettek egy gyomorszondát, a végbelébe pedig egy hólyagkatétert, majd tengervizet pumpáltak a gyomrába. Azt találták, hogy a fóka vizelete nagyobb százalékban tartalmazott sót, mint a megivott tengervíz, tehát az állat ivással is vízhez juthat. Bizonyos fókák a természetben is isznak tengervizet, de folyadékszükségletük nagyobb részét táplálékukból fedezik.

## Előfordulásuk
A fókák, a cetekkel ellentétben, nem töltik egész életüket a vízben. Kölykeiket vagy a szárazföldön, vagy a tenger jegén hozzák világra, ezért az év egy szakaszában egy jól behatárolt földrajzi területen tartózkodnak. Azt viszont, hogy merre járnak ezen az időszakon kívül, csak kevéssé ismerjük.
A valódi fókák legtöbb faja a jégen hozza világra utódait, ezért ezek a sarkvidékekhez kötődnek. Az Északi-sarkvidéken él a gyűrűsfóka, a pettyes fóka, a szalagos fóka, a kúpos fóka, a hólyagos fóka, a szakállas fóka és a grönlandi fóka. A Déli-sarkvidék lakói a leopárdfóka, a rákevő fóka, a Weddell-fóka és a Ross-fóka. 
A borjúfóka nem ragaszkodik a jéghez, ennek ellenére az északi félteke hűvösebb tengereiben él.
Az északi elefántfókák a Csendes-óceán északkeleti részében élnek, míg a déli elefántfókák a déli szélesség 40. fokától délre valamennyi óceánban megtalálhatók.
A valódi fókák közül csak a barátfókák kedvelik a meleg éghajlatot. Egyik fajuk a Földközi-tenger térségében, a másik a Hawaii-szigeteken él. Harmadik fajuk a Karib-tengerben élt, amíg ki nem irtották.
Nemcsak a tengerben, hanem egyes nagyobb tavakban is élnek fókák. A Bajkál-fóka a Bajkál-tóban, a kaszpi fóka a Kaszpi-tengerben él. A gyűrűsfóka az oroszországi Ladoga-tóban és a finnországi Saimaa-tóban, a borjúfóka a kanadai Ungava félsziget tavaiban is előfordul.
A fülesfókák a szárazföldön szaporodnak. A dél-afrikai medvefóka (Arctocephalus pusillus) egyik alfaja Dél-Afrikában, a másik Ausztráliában él. Az északi medvefókák a Csendes-óceán északi részén, az antarktiszi és a szubantarktikus medvefókák az Atlanti- és az Indiai-óceán sarkvidéki sávjában, illetve az annál valamivel északabbra fekvő sávban élnek. Egy-egy további faj otthona Guadalupe (Mexikó) térsége, a Galápagos-szigetek, a Juan Fernández-szigetek (Chile), Dél-Amerika partvidéke és Új-Zéland.
A kaliforniai oroszlánfóka egyik alfaja Kalifornia és Mexikó nyugati partjainál, a másik a Galápagos-szigeteken él; a harmadik, Japán térségében élt alfaj mára kipusztult. A Csendes-óceán északi részén él a Steller-féle oroszlánfóka. Egy-egy faj él Dél-Amerikában, Ausztráliában és Új-Zélandon.

## Életmódjuk
Minden fókafaj a szárazföldön vagy a befagyott tengeren hozza világra utódait. Egy nősténynek egyszerre csak egy kölyke születik. Bizonyos fajoknál a nőstények minden évben utódot hoznak a világra, más fajoknál viszont csak kétévenként.